# Stranger in This Town
Albums de Richie Sambora
Undiscovered Soul
(1998)
Stranger in This Town est le premier album solo de Richie Sambora, sorti en septembre 1991.

## Liste des titres
1. Rest in Peace
2. Church of Desire
3. Stranger in This Town
4. Ballad of Youth
5. One Light Burning
6. Mr Bluesman
7. Rosie
8. River of love
9. Father Time
10. The Answer
11. The Wind Cries Mary (bonus pour le Japon - reprise de Jimi Hendrix)

## Musiciens
- Richie Sambora - guitare, chant
- David Bryan - claviers
- Tico Torres - batterie
- Tony Levin - basse, Chapman Stick
- Eric Clapton - guitar solo sur Mr. Bluesman
- Randy Jackson - basse
- Jeff Bova, Jimmy Bralower, Robbie Buchanan, Larry Fast, Chris Palmaro, Eric Persing - claviers, programmation
- Rafael Padilla, Carol Steele - percussions
- Tawatha Agee, Bekka Bramlett, Curtis King, Brenda White-King, Franke Previte, Dean Fasano - chœurs

## Anecdotes
(décembre 2016).
Améliorez-le ou discutez des points à vérifier. 
- Richie Sambora a mis des années à écrire ce disque. The Answer a mis dix ans pour arriver à une version satisfaisante pour le guitariste.
- Rosie est un titre composé en 1988 pour le quatrième album de Bon Jovi. Rejeté du choix final des chansons apparaissant sur cet album, Richie a choisi de faire le lien entre son projet et son groupe nourricier en enregistrant à son compte ce morceau.
- S'il est à l'origine de toutes les chansons, Richie sambora a coécrit avec d'autres pour améliorer les titres, dont Desmond Child, Tom Marolda, David Bryan et Bruce Forster.
- Malgré plusieurs singles et clips, l'album a obtenu un succès d'estime, sans plus, tant son style est différent de ce que Sambora propose dans Bon Jovi. L'album s'est néanmoins écoulé à environ 400 000 exemplaires aux États-Unis.
- Il existe un album pirate, Makin' Magic, où figure trois chansons inédites de cet album, enregistrées durant une répétition en octobre 1990 : Maybelline, Broken Promises et If I Can't Have Your Love. Ce dernier titre a été réenregistré en version piano/voix pour le coffret 100,000,000 Bon Jovi Fans Can't Be Wrong de Bon Jovi en 2004. Deux chansons composées avec Desmond Child ont fini sur l'album solo de ce dernier : Discipline et According To The Gospel Of Love. Un dernier titre inédit, enregistré en répétition, est parvenu sur un bootleg de chutes de studio de Bon Jovi : Prisoner Of Love.